# 娇无那
娇无那（20世纪—），本名蕈雪芬，女作家，现居广州。2006年新武侠小说大赛上以《我的江湖，谁的天下》获得银奖从而开始小说创作，题材涉及科幻、惊悚、青春、武侠等。2007年底加入河南省作家协会，笔名“娇无那”来自于李煜《一斛珠》中的“绣床斜凭娇无那”。

## 作品
- 武侠小说《我的江湖 谁的天下》繁简体（中华书局，中国妇女出版社）
- 青春小说《极乐青春曲棍球队》（新世界出版社）
- 颠覆唐传奇小说《步非烟传奇之温柔坊》、《步非烟传奇之大明宫》、《步非烟传奇之黄金甲》（朝华出版社）
- 言情穿越小说《赵飞燕传奇之魂兮归来》、《赵飞燕传奇之双凤离鸾》（朝华出版社）
- 惊悚小说《婴怨》繁简体（台湾核心出版社，珠海出版社）
- 惊悚小说《独眼娃娃》简繁体版（台湾核心出版社，广西人民出版社）
- 言情小说《空屋子》、《香格里拉：梦幻和死亡》
- 武侠小说《一骑绝尘曲》